# 메지스
5pb.는 주식회사 MAGES.가 전개하는 음악 레이블 5pb.Records, 게임 브랜드 5pb.Games, 통신 판매 사이트 5pb.Onlineshop의 총칭이다.

## 아티스트
- Artery Vein (키타무라 에리, 이마이 아사미)
- FripSide
- 이마이 아사미
- KAORI
- KENN
- 코사카 리유
- 미야자키 우이
- 모모이 하루코
- 노가와 사쿠라
- 사카키바라 유이
- 시모다 아사미
- 스즈키 코노미

## 비디오 게임
- 나이트 위저드
- 프리즘 아크
- 카오스;헤드
- 신령사냥/고스트 하운드
- 카노콘
- 우리들에게 날개는 없다
- 케메코 딜럭스!
- 11eyes -죄와 벌과 속죄의 소녀-
- 카오스;헤드
- 백작과 요정
- 스킵 비트
- Steins;Gate
- 타유타마
- WLO~세계연애기구
- 콥스 파티: 블러드 커버드
- 콥스 파티
- 로보틱스;노츠
- 브레이블리 디폴트: 플라잉 페어리
- 기어와라! 냐루코 양
- 로보틱스;노츠
- CHAOS;CHILD
- IS (인피니트 스트라토스)
- 플라스틱 메모리즈
- NEW GAME!
- 카마이타치의 밤
- 이 멋진 세계에 축복을!
- Occultic;Nine -오컬틱 나인-
- 5등분의 신부
- 패미컴 탐정 클럽
- 유루캠△
- 5등분의 신부
- ANONYMOUS;CODE
- 서머타임 렌더